# Kastriot Islami
Kastriot Islami, född den 18 augusti 1952 i Tirana i Albanien, är en albansk politiker.
Kastriot Islami är högrankad inom Albaniens socialistparti. Han var utbildningsminister 1991, parlamentets talman 1991-1992, finansminister 2002-2003 och utrikesminister 2003-2005. Islami var tillförordnad statschef vid Ramiz Alias avgång. Vid Sali Berishas valseger 2005 förlorade Islami en del av sina tidigare maktpositioner.
Han har studerat fysik.